# La parole obscure du paysage intérieur
La parole obscure du paysage intérieur - Poème à 4 voix è un poema scritto in francese dal filosofo e pensatore tradizionale Julius Evola appartenente alla fase artistica dell'autore. È lo stesso autore a stamparne 99 copie numerate sotto l'etichetta di Collection Dada nel 1931.
Forse Evola declama questo poema nell'ultima manifestazione dadaista tenutasi a Roma il 15 giugno dello stesso anno e ne invia una copia a Tristan Tzara nell'inverno dell'anno successivo.

## L'opera
L'opera è frutto dell'esperienza simbolista, del paroliberismo futurista e della poesia dadaista. Testimonia un vissuto e una ricerca che si muove su più fili: «[...] è il mettere in scena quell'attività dell'io pratico in cui l'altro io, come viene detto in Arte astratta, si fa spettatore di una commedia irreale che può concludersi ad un suo cenno. Ma questo io-spettatore è anche l'io-attore e l'io regista dello spettacolo e, perciò, quel suo "rendersi estraneo, disinteressarsi" è più fittizio che reale».
Scrive Evola ne Il cammino del cinabro: «Nel poema prendevano alternativamente la parola quattro personaggi i quali stavano a rappresentare date tendenze dello spirito. L'uno incarnava la volontà di un superamento distruttivo e dissolutivo, il secondo – un personaggio femminile – l'elemento umano, affettivo o sentimentale, il terzo l'astrazione disinteressata [...] l'ultimo la contemplazione descrittiva».
I personaggi sono: Ngara (volonté), Lilan (sentiment), Raâga (contemplation descriptive) e Hhah (abstraction désintéressée).
Le quattro voci simbolizzano quattro elementi: Lilan, l'unica donna, corrisponde all'elemento umano e affettivo dell'essere; Ngara incarna la volontà orientata verso la distruzione e lo scardinamento; Hhah è l'astrazione disinteressata e corrisponde alla rarefazione interiore che interviene per effetto del precedente personaggio; infine Raâga rappresenta la contemplazione descrittiva e svolge la funzione del coro, registra le situazioni del paesaggio interiore che si succedono per effetto degli altri personaggi.
Per l'autore l'attività artistica rientra nel clima di crisi del primo dopoguerra, riflette un impulso alla liberazione e al superamento che si manifesta, appunto, con la partecipazione ad un movimento di rottura, distruttivo, di agitazione delle forme come il dadaismo. In realtà dada ha per Evola un valore «non tanto in quanto arte, ma appunto come segno e manifestazione di uno stato d'animo del genere, quindi per la loro dimensione meta-artistica e perfino antiartistica».

## Edizioni
- I ed.: Collection Dada, Roma-Zurigo, 1921
- II ed.: Scheiwiller, Milano, 1963
- III ed.: Roma, Fondazione Julius Evola, 1992

### Saggi
- Massimo Cacciari, Marginalia a Dada, in Massimo Cacciari et al., Avanguardia Dada Weimar, Venezia, Arsenale Coop. Ed., 1978. ISBN non esistente.
- Carlo Fabrizio Carli, Evola fra avanguardia e tradizione, in Gianfranco De Turris (a cura di), Testimonianze su Evola, 2ª ed., Roma, Edizioni Mediterranee, 1985, pp. 56-62. ISBN 9788827205099.
- Enrico Crispolti, Storia e critica del futurismo, Bari, Laterza, 1986. ISBN non esistente.
- Elisabetta Valento, Homo faber, Roma, Fondazione Julius Evola, 1994. ISBN non esistente.

### Articoli e pubblicazioni
- A. M., Il pittore futurista J. Evola, in Roma futurista, vol. 3, n. 79, 18-4-1920.
- Renato Del Ponte, Sull'arte astratta, in L'Italiano, vol. 11, n. 1, gennaio 1970,  p. 75.
- Gianfranco De Turris, Il '900 visto da Evola, in Lo Stato, vol. 2, n. 20, 19-5-1998,  pp. 449-464.